# Ninox ios
El nínox bermejo o lechuza gavilana de Cinnabar (Ninox ios) es una especie de ave estrigiforme de la familia Strigidae endémica de la isla de Célebes, en Indonesia. Fue descrita como una nueva especie por la ornitóloga estadounidense Pamela C. Rasmussen en 1999, sobre la base de un único espécimen hallado en 1985 por Frank Rozendaal y proveniente del Bogani Nani Wartabone National Park en la península de Minahassa, al norte de dicha isla. Más adelante se ha observado en el Lore Lindu National Park, en el centro de la isla, que el área de distribución conocida de la especie se había expandido.

## Descripción
Esta lechuza es pequeña, que mide en total 22 cm, y tiene una cola relativamente larga y alas estrechas y apuntadas. Los cuatro registros conocidos de la especie indican que tiene hábitos nocturnos y vive en altitudes medias, de 1000 a 1700 m. Basándose en similitudes morfológicas con la familia Aegothelidae, Rasmussen sugirió que N. ios es insectívora y caza sus presas durante el vuelo.